# Jyri Pelkonen
Jyri Pelkonen, né le 21 décembre 1965, est un coureur finlandais du combiné nordique.

## Biographie
Il obtient ses premiers résultats sur la scène internationale en 1985, où il est quinzième pour ses débuts en Coupe du monde, avant de gagner la médaille de bronze avec Jukka Ylipulli et Jouko Karjalainen à l'épreuve par équipes des Championnats du monde à Seefeld. Aux Championnats du monde, il est cette année troisième de la compétition individuelle.
En 1989, il obtient son meilleur résultat individuel en terminant sixième de la course individuelle des Championnats du monde à Lahti.

## Palmarès

### Championnats du monde
| Épreuve / Édition | Seefeld 1985 | Lahti 1989 |
| Individuel        |              | 6e         |
| Par équipes       | Bronze       |            |

### Coupe du monde
- Meilleur classement général : 30e en 1986.
- Meilleur résultat individuel : 13e.

#### Différents classements en Coupe du monde
| Année | Classement général final |
| 1985  | 41e                      |
| 1986  | 30e                      |
| 1989  | 43e                      |